# 人事院規則
人事院規則（じんじいんきそく）とは、行政立法の一つである人事院による命令形式である。

## 概要
人事院は、その所掌事務について、国家公務員法その他の法律を実施するため、又は法律の委任に基づいて、人事院規則を制定することができる（国家公務員法 第16条）。これに基づき、国家公務員法は、具体的な定めの多くを人事院規則に委ねている。
しかし、上記の委任は白紙委任に等しいといわれ、国会中心立法原則（日本国憲法41条）と官吏事務準則法定主義（憲法73条4号）に違反するとの指摘も多い。
人事院規則の制定・改廃は、官報で公布される（国家公務員法第16条第2項）。
人事院規則の施行細目については、人事院指令及び人事院細則が定める。

## 人事院指令
国家公務員法第16条に基づいて、法律を実施するため、又は法律の委任に基づいて、あるいは人事院規則を実施し、又はその他の措置を行うため、人事院によって発せられる指令である。
通常、訓令としての性質をもつが、法規としての定めを内容とすることがある（行政立法参照）。

## 人事院規則の体系
人事院規則は内容によっていくつかの系列に分けられている。このため、人事院規則は、通常の法令のような暦年更新による逐次番号方式ではなく、規則体系に基づく番号と改正の際には枝番号を付する方式で規則番号が与えられる。この枝番号は体系ごとに制定順に附されるが「一」からではなく、「〇」から始まる。改正の場合は以前は番号がなかったが1985年から人事院規則一―四―○のように改正する規則の番号にさらに枝番号を制定順（これは「一」から附される）に附すようになった。
人事院規則の廃止の場合は、他の法令のように「規則一一―二を廃止する規則」を制定するのはなく、人事院規則一―四（現行の法律、命令及び規則の廃止）を改正する人事院規則（これは、通常は、人事院規則一―四―○の枝番号が与えられるが、人事院規則一―○の「整備に関する規則」による場合や他の新規規則の附則による場合もある。）を制定して、人事院規則一―四に廃止規定を追加して廃止している。例として、規則一〇―三（職員の研修) は、人事院規則一―四―二六（人事院規則一―四（現行の法律、命令及び規則の廃止）の一部を改正する人事院規則）により、「１０８　規則一〇―三は、廃止する。（平成二十八年五月三十日施行）」を人事院規則一―四に追加して行われた。
人事院規則は官報において縦書きで公布されるため、規則番号には漢数字（他の法令と異なり「十」でなく「一〇」のような表記）が用いられ、系列番号と一連番号の間はダッシュで結ぶ表記がなされるが、官報の官庁事項欄の人事院公示、あるいは同・官庁報告欄の国家試験の公告等のような原文横書きの環境において規則番号が引用される場合は、算用数字に置換した表記もなされる。
人事院規則の一覧は以下のとおり。
- 一の系列（総則）
  - 人事院規則一―〇（規則の法的根拠）
  - 人事院規則一―一（規則の分類）
  - 人事院規則一―二（用語の定義）
  - 人事院規則一―三（法の規定の適用）
  - 人事院規則一―四（現行の法律、命令及び規則の廃止）
  - 人事院規則一―五（特別職）
  - 人事院規則一―七（政府又はその機関等と外国人との間の勤務の契約）
  - 人事院規則一―九（沖縄の復帰に伴う国家公務員法等の適用の特別措置等）
  - 人事院規則一―一二（日本国有鉄道退職希望職員及び日本国有鉄道清算事業団職員を採用する場合の任用、給与等の特例等）
  - 人事院規則一―二四（公務の活性化のために民間の人材を採用する場合の特例）
  - 人事院規則一―三四（人事管理文書の保存期間）
  - 人事院規則一―三八（人事院関係法令に基づく行政手続等における情報通信の技術の利用）
  - 人事院規則一―三九（構造改革特別区域における人事院規則の特例に関する措置及びその適用を受ける特定事業）
  - 人事院規則一―四五（人事・給与関係業務情報システムを使用する場合の人事関係手続の特例）
  - 人事院規則一―五七（復興庁設置法の施行に伴う関係人事院規則の適用の特例等に関する人事院規則）
  - 人事院規則一―六四（職員の公益財団法人東京オリンピック・パラリンピック競技大会組織委員会への派遣）
  - 人事院規則一―六五 (職員の公益財団法人ラグビーワールドカップ二千十九組織委員会への派遣）
  - 人事院規則一―六九（職員の公益社団法人福島相双復興推進機構への派遣）
  - 人事院規則一―七二（職員の令和七年国際博覧会特措法第十四条第一項の規定により指定された博覧会協会への派遣）
  - 人事院規則一―七四（職員の公益財団法人福島イノベーション・コースト構想推進機構への派遣）
- 二の系列（人事院）
  - 人事院規則二―〇（人事官の宣誓）
  - 人事院規則二―一（人事院会議及びその手続）
  - 人事院規則二―三（人事院事務総局等の組織）
  - 人事院規則二―四（人事院の職員に対する権限の委任）
  - 人事院規則二―八（人事院の顧問及び参与）
  - 人事院規則二―九（人事院の法律顧問）
  - 人事院規則二―一〇（国家公務員倫理審査会事務局の組織）
  - 人事院規則二―一二（人事院の職員に対する行政文書の開示に係る権限又は事務の委任）
  - 人事院規則二―一三（人事院の職員に対する個人情報の取扱いに係る権限又は事務の委任）
  - 人事院規則二―一四（人事院の職員の定員）
- 三の系列（事務総長）
  - 人事院規則三―〇（事務総長の権限）
- 四の系列（国の機関）

現在は削除
- 五の系列（人事主任官会議）

現在は削除
- 六の系列（職階制）

現在は削除
- 七の系列（試験）

現在は削除
- 八の系列（任免）
  - 人事院規則八―一二（職員の任免）
  - 人事院規則八―一八（採用試験）
- 九の系列（給与）
  - 人事院規則九―一（非常勤職員の給与）
  - 人事院規則九―二（俸給表の適用範囲）
  - 人事院規則九―五（給与簿）
  - 人事院規則九―六（俸給の調整額）
  - 人事院規則九―七（俸給等の支給）
  - 人事院規則九―八（初任給、昇格、昇給等の基準）
  - 人事院規則九―一三（休職者の給与）
  - 人事院規則九―一五（宿日直手当）
  - 人事院規則九―一七（俸給の特別調整額）
  - 人事院規則九―二四（通勤手当）
  - 人事院規則九―三〇（特殊勤務手当）
  - 人事院規則九―三四（初任給調整手当）
  - 人事院規則九―四〇（期末手当、勤勉手当及び期末特別手当）
  - 人事院規則九―四三（休日給）
  - 人事院規則九―四九（地域手当）
  - 人事院規則九―五四（住居手当）
  - 人事院規則九―五五（特地勤務手当等）
  - 人事院規則九―八〇（扶養手当）
  - 人事院規則九―八二（俸給の半減）
  - 人事院規則九―八九（単身赴任手当）
  - 人事院規則九―九三（管理職員特別勤務手当）
  - 人事院規則九―九七（超過勤務手当の支給割合）
  - 人事院規則九―九九（給与法別表第一イの備考（二）等の規定の適用を受ける職員）
  - 人事院規則九―一〇二（研究員調整手当）
  - 人事院規則九―一〇七（再任用短時間勤務職員の俸給月額の端数計算）
  - 人事院規則九―一二一（広域異動手当）
  - 人事院規則九―一二二（専門スタッフ職調整手当）
  - 人事院規則九―一二三（本府省業務調整手当）
  - 人事院規則九―一二九（東日本大震災に対処するための人事院規則九―三〇（特殊勤務手当）の特例）
- 一〇の系列（能率）
  - 人事院規則一〇―四（職員の保健及び安全保持）
  - 人事院規則一〇―五（職員の放射線障害の防止）
  - 人事院規則一〇―六（職員のレクリエーションの根本基準）
  - 人事院規則一〇―七（女子職員及び年少職員の健康、安全及び福祉）
  - 人事院規則一〇―八（船員である職員に係る保健及び安全保持の特例）
  - 人事院規則一〇―一〇（セクシュアル・ハラスメントの防止等）
  - 人事院規則一〇―一一（育児又は介護を行う職員の早出遅出勤務並びに深夜勤務及び超過勤務の制限）
  - 人事院規則一〇―一二（職員の留学費用の償還）
  - 人事院規則一〇―一三(東日本大震災により生じた放射性物質により汚染された土壌等の除染等のための業務等に係る職員の放射線障害の防止)
  - 人事院規則一〇―一四（人事院が行う研修等）
  - 人事院規則一〇―一五（妊娠、出産、育児又は介護に関するハラスメントの防止等）
  - 人事院規則一〇―一六（パワー・ハラスメントの防止等）
- 一一の系列（分限）
  - 人事院規則一一―四（職員の身分保障）
  - 人事院規則一一―八（職員の定年）
  - 人事院規則一一―九（定年退職者等の再任用）
  - 人事院規則一一―一〇（職員の降給）
- 一二の系列（懲戒）
  - 人事院規則一二―〇（職員の懲戒）
- 一三の系列（公平審査）
  - 人事院規則一三―一（不利益処分についての不服申立て）
  - 人事院規則一三―二（勤務条件に関する行政措置の要求）
  - 人事院規則一三―三（災害補償の実施に関する審査の申立て等）
  - 人事院規則一三―四（給与の決定に関する審査の申立て）
  - 人事院規則一三―五（職員からの苦情相談）
- 一四の系列（服務）
  - 人事院規則一四―五（公選による公職）
  - 人事院規則一四―七（政治的行為）
  - 人事院規則一四―八（営利企業の役員等との兼業）
  - 人事院規則一四―一七（研究職員の技術移転事業者の役員等との兼業）
  - 人事院規則一四―一八（研究職員の研究成果活用企業の役員等との兼業）
  - 人事院規則一四―一九（研究職員の株式会社等の監査役との兼業）
  - 人事院規則一四―二一（株式所有等により営利企業の経営に参加し得る地位にある職員の報告等）
- 一五の系列（勤務時間・休日・休暇）
  - 人事院規則一五―一四（職員の勤務時間、休日及び休暇）
  - 人事院規則一五―一五（非常勤職員の勤務時間及び休暇）
- 一六の系列（災害補償）
  - 人事院規則一六―〇（職員の災害補償）
  - 人事院規則一六―二（在外公館に勤務する職員、船員である職員等に係る災害補償の特例）
  - 人事院規則一六―三（災害を受けた職員の福祉事業）
  - 人事院規則一六―四（補償及び福祉事業の実施）
- 一七の系列（職員団体等）
  - 人事院規則一七―〇（管理職員等の範囲）
  - 人事院規則一七―一（職員団体の登録）
  - 人事院規則一七―二（職員団体のための職員の行為）
  - 人事院規則一七―三（職員団体等の規約の認証）
  - 人事院規則一七―四（規則の制定改廃に関する職員団体からの要請）
- 一八の系列（派遣）
  - 人事院規則一八―〇（職員の国際機関等への派遣）
- 一九の系列（育児休業）
  - 人事院規則一九―〇（職員の育児休業等）
- 二〇の系列（任期付研究員等）
  - 人事院規則二〇―〇（任期付研究員の採用、給与及び勤務時間の特例）
- 二一の系列（官民人事交流）
  - 人事院規則二一―〇（国と民間企業との間の人事交流）
  - 人事院規則二一―一（交流基準）
  - 人事院規則二一―二（中央省庁等改革関係法施行法（平成十一年法律第百六十号）第千三百十五条の規定による官民人事交流法の適用に関する経過措置）
- 二二の系列（倫理）
  - 人事院規則二二―〇（倫理法の適用を受けない非常勤職員）
  - 人事院規則二二―一（倫理法又は同法に基づく命令に違反した場合の懲戒処分の基準）
  - 人事院規則二二―二（倫理法又は同法に基づく命令の違反に係る調査及び懲戒の手続）
  - 人事院規則二二―三（倫理法第四章の規定の適用を受ける特定独立行政法人の職員の官職）
- 二三の系列（任期付職員）
  - 人事院規則二三―〇（任期付職員の採用及び給与の特例）
- 二四の系列（法科大学院派遣）
  - 人事院規則二四―〇（検察官その他の職員の法科大学院への派遣）
- 二五の系列（自己啓発等休暇）
  - 人事院規則二五―〇（職員の自己啓発等休暇）
- 二六の系列（配偶者同行休業）
  - 人事院規則二六―〇（職員の配偶者同行休業）